# Ophioplinthaca chelys
Ophioplinthaca chelys är en ormstjärneart som först beskrevs av Wyville Thomson 1878.  Ophioplinthaca chelys ingår i släktet Ophioplinthaca och familjen knotterormstjärnor. Inga underarter finns listade i Catalogue of Life.